# Christian Peter Kryssing

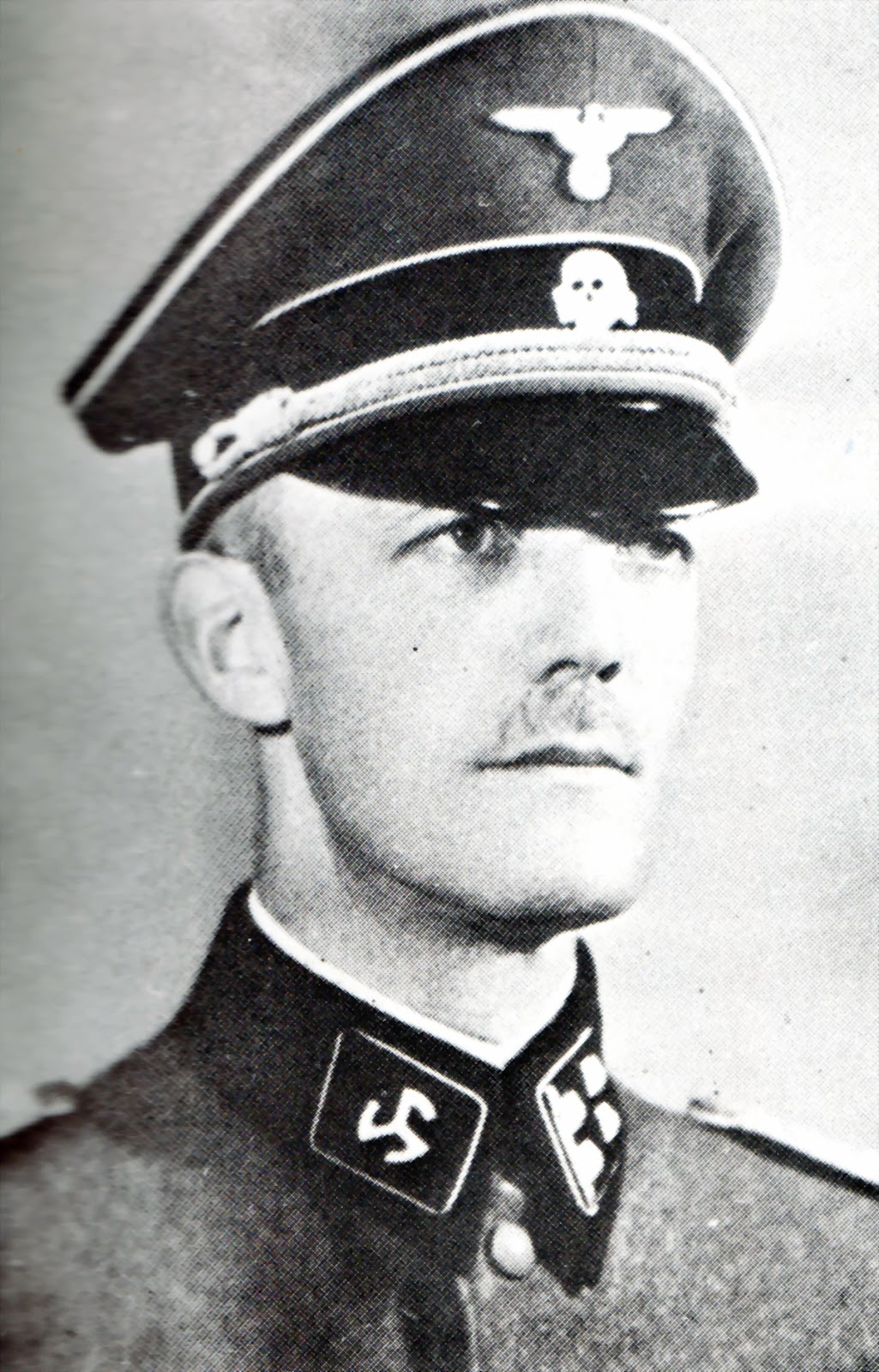
Christian Peter Kryssing als Obersturmbannführer

Christian Peter Kryssing (* 7. Juli 1891 in Kolding; † 7. Juli 1976 in Hadersleben) war ein dänischer Artillerie-Offizier, Freikorps-Kommandeur und SS-Brigadeführer und Generalmajor der Waffen-SS.

## Leben
Der Sohn eines Offiziers schlug wie sein Vater eine militärische Laufbahn ein und war beim Beginn des Zweiten Weltkrieges Oberstleutnant und Kommandeur der 5. Artillerie-Abteilung des 2. Dänischen Feld-Artillerie-Regiments in Holbæk auf Seeland. Kryssing war für seine ultra-konservative und stark anti-kommunistische Gesinnung bekannt. Er trat aber nie der nationalsozialistischen Partei bei.
Von der Führerschaft der Dänischen Nationalsozialistischen Arbeiterpartei (DNSAP) dazu aufgefordert und mit der Billigung der dänischen Regierung wurde Kryssing am 29. Juni 1941 der erste Kommandeur des Frikorps Danmark, und trat zum 1. Juli dieses Jahres der SS als Obersturmbannführer bei. Aufgrund von Auseinandersetzungen zwischen ihm und den Nationalsozialisten unter den Offizieren wurde er bereits am 23. Februar 1942 – noch während der Ausbildungszeit in Treskau bei Posen – als Kommandeur abgelöst. Sein Nachfolger wurde der nationalsozialistische dänische Leibgardeoffizier Christian Frederik von Schalburg.
Kryssing kam zu anderen SS-Einheiten, er gehörte vom 12. März bis zum 17. Mai 1942 zur SS-Division Totenkopf, ab dem 30. Juli 1942 war er Artillerieoffizier im Artillerie-Regiment der 5. SS-Panzer-Division „Wiking“, später gelangte er zur 11. SS-Freiwilligen-Panzergrenadier-Division „Nordland“ und zum III. SS-Panzerkorps. Überall zeigte er sich als ein hervorragender Artillerie-Offizier und wurde nach und nach befördert, bis er zum 1. August 1943 als einziger ausländischer Kollaborateur den Dienstgrad eines SS-Brigadeführers und Generalmajors der Waffen-SS erreichte. Im Februar 1944 wurde er Kommandeur der SS-Kampfgruppe „Küste“, die zur Verteidigung der Nordküste Estlands eingesetzt war, trat aber im Juni des gleichen Jahres aus persönlichen Gründen aus dem aktiven Dienst aus. Seine beiden Söhne waren an der Ostfront gefallen, und seine Frau, die als Krankenschwester in einem deutschen Feldlazarett in Tallinn (Reval) tätig war, wurde bei einem Bombenangriff schwer verletzt.
Die letzten Monate des Krieges verbrachten Kryssing und seine Frau im SS-Erholungsheim „Externsteine“ bei Detmold. Hier ergab er sich im April 1945 den amerikanischen Truppen, wobei er – wahrscheinlich als Folge eines Missverständnisses – Schussverletzungen an beiden Unterschenkeln erlitt. Im Juni 1945 wurde er in ein britisches Kriegsgefangenenlazarett verlegt und ein Jahr später an die dänische Polizei übergeben.
Am 4. November 1946 wurde Kryssing für seine Mitgliedschaft in der Waffen-SS zu acht Jahren Haft verurteilt, jedoch wurde im Mai 1947 das Urteil bei einem Revisionsverfahren auf vier Jahre gemildert. Weil ihm die Zeit als Kriegsgefangener angerechnet wurde, kam er bereits im April 1948 wieder frei. Das Urteil wurde nach einem bereits damals stark kritisierten Zusatz zum dänischen Strafgesetzbuch gefällt, dass rückwirkend alle dänischen Freiwilligen, die in Waffen-SS-Einheiten gekämpft hatten, für Landesverrat mit nicht unter zwei Jahren Haft bestrafte (siehe dazu: NS-Prozesse in Dänemark).
In den folgenden Jahren drang Kryssing mehrmals vergebens auf eine Wiederaufnahme seiner Sache. Er starb im Jahr 1976 an seinem 85. Geburtstag.